# Északnyugat-szíriai offenzíva (2019. december – 2020. március)
Az északnyugat-szíriai offenzíva', kódnevén az "Idlib 2. hajnala" egy olyan hadművelet volt, melyet Szíria hadserege, Oroszország, Irán a Hezbollah és a vele szövetségesek indítottak a szíriai ellenzék és a vele szövetséges milicisták – mint a Szíriai Nemzeti Hadsereg, a Hayat Tahrir al-Sham, a Hívők Felbuzdítása Műveleti Szoba, a Turkomann Iszlám Párt és más szalafista dzsihádisták – ellen Idlibben és a szomszédos kormányzóságokban a szíriai polgárháború idején. Az offenzíva 2019. december 9-én kezdődött, mikor az orosz támogatottságú kormánypárti erők megtámadták a törökök támogatta felkelőket. A harcok miatt mintegy 980.000 ember kényszerült otthona elhagyására.
2020. februárra a kormány seregei több török megfigyelő állomást körbe kerítettek, melyet Idlib-szerte telepítettek. Február 27–én, miután több hullámban is összecsapások voltak a török és a szíriai seregek között, Törökország hivatalosan is beszállt a háborúba, és bejelentette a tavaszi pajzs hadművelet megindítását. Ennek az volt a célja, hogy a szíriai csapatokat visszaszorítsák az offenzíva előtti védvonalakig.
2020. március 5-én Recep Tayyip Erdoğan török elnök Vlagyimir Putyin orosz elnökkel találkozott. Megállapodtak, hogy március 6-tól tűzszünetet kötnek, s ezalatt egy 6 kilométer széles biztonsági zónát hoznak létre. A tűzszünet értelmében a főút mentén március 15-től közös török-orosz védelmi erők biztosítják a rendet.

## Előzmények
A szíriai csapatok sikerei után, melyeket Kelet-Gútában, Dél-Damaszkuszban,és Kelet-Kalamúban arattak, Északnyugat-Szíriában lényegében csak Idlib és Aleppó maradt a felkelők ellenőrzése alatt. A Szíriai Átmeneti Kormányhoz hű, török támogatású Szíriai Arab Hadsereg (mely Aleppó körül központosult) és a Szíriai Üdvkormányhoz hű,  20.000 harcosból álló Hayat Tahrir al-Sham (HTS) (mely Idlib környékén koncentrálódott) kitartott a szíriai kormány támadásai ellen, ellenőrzésük alatt pedig mintegy 3 millió ember élt.
Több hónappal az offenzíva előtt a szíriai kormány offenzívát indított, melyben a 2019. április és augusztus között zajló harcokban visszaszerezték Hamá kormányzóság egyes részeit és Idlib kormányzóság déli felét.
A kormány 2019. decemberben indított offenzívájának a célja a stratégiai M4 és M5 autópályák visszaszerzése volt. Ezzel akarták visszaadni az útvonalakat a polgári közlekedésnek, illetve ki akarták űzni a felkelők seregeit a Szíria földjéről.

## Közvetlen előzmények
2019. november 24-én a szíriai kormányt támogató haderők orosz légi támadás kíséretében behatoltak Umm Elkhalayel, Zurzūr, al-Sayeer és Msheirfeh falvakba, miközben mindkét oldalon több tízes nagyságrendben haltak meg. Másnap a kormányerők ismét megpróbáltak előre nyomulni, és célba vették al-Farjah falut, mely a szíriai állami média szerint a Hayat Tahrir al-Sham (HTS) ellenőrzése alatt állt.
November 26-án az ellenzéki média arról számolt be, hogy felkelők közé tartozó "Fatah Mubieen Műveleti Szoba" Idlib délnyugati részén Sahel falu közelében visszaverte a kormány seregeinek egyik támadási kísérletét.
November 28-án a Hayat Tahrir al-Sham bejelentette, hogy visszaverte az iráni milíciák és a szíriaiak közös előrenyomulását Kabaninál Latakia északkeleti részén, a kormánypárti erők pedig pár órás összecsapás után elhagyták a területet. Ellenzéki források szerint a támadás alatt többen orosz harci repülőket is láttak a környéken.
November 30-án kormánypárti források szerint a HTS és más felkelői csoportok ismét elfoglaltak több falut az Abu al-Duhur Katonai légibázis mellett.
December 1-én kormányzati források szerint a HTS, a török hátterű Nemzeti Felszabadítási Front (NFL), az Ajnad al-Kavkaz és az Ansar al-Tawhid újabb, a kormány kezén lévő falvakat támadott meg, ezeken kívül heves összecsapásokra került sor Establat és Rassem Wared városaiban, ahol a hírek szerint két tankot és öt csapatszállító járművet megsemmisítettek. A szíriai hadsereg beszámolója szerint Kafriya város közelében hatástalanítottak két autóbombát A felkelők támadását végül is visszaverték.
December 4-én folytatódtak a harcok, és ekkor a Szíriai Arab Hadsereg Umm al-Tinah falutól keletre elfoglalt egy katonai bázist.
December 9-én a kormánypárti források szerint a hadsereg bombázni kezdte Idlib déli vidéki területeit, Aleppó nyugati vidéki területeinek egy részét és Aleppó egyes külvárosait.

## Az offenzíva
December 15-én kezdtek intenzív légi támadásba a kormány seregei. Eközben az orosz titkosszolgálat december 17-i információi szerint a törökök támogatta Szíriai Nemzeti Hadsereg tagjai közül 300 fő megérkezett Afrinból Idlibbe, hogy előkészítsenek egy megújuló támadást.
A légi bombázás után valamint a megbeszélések Kazahsztán fővárosában, Nur-Szultánban megtartott, pár nappal korábban bármiféle tűzszüneti megállapodás létrejötte nélkül befejeződő  14. fordulóját követően a szárazföldi harcok december 18-án újraindultak, az információk szerint azért, mert az ellenzék elutasította az oroszok elképzeléseit Idlib ellenőrzéséről. A Hayat Tahrir al-Sham és a Vallási Szervezet Védőinek 200 harcoló tagja közösen megtámadták az Umm al Khalakhil és Zarzur frontoknál állomásozó szíriai fegyvereseket. A szíriai hadsereg azt mondta, minden támadást visszavertek, miközben 12 kormánypárti katona megsérült, akik kezelésre szorultak. A hónap végére több száz főnyi (két dandárnyi) SNA-harcost szállítottak át Idlibbe, miután sikerült megállapodást kötni az útvonalat addig blokkoló HTS-szel.

### Kezdeti sikerek
December 19-én a kormánypárti média arról számolt be, hogy a szíriai kormány seregei megkezdték a Idlib hajnala hadművelet második fázisát. Az első rész 2019. nyarán volt, mikor a kormányerők a 25. Speciális Küldetési Erők (korábbi nevükön Tigris Erők) vezetésével több falut megtámadtak Idlib kormányzóság déli részein, leginkább az Umm Jalal tengely mentén. Egy szíriai katonai forrás azt mondta, a hadművelet célja a Ma'arrat al-Nu'man, a felkelők egyik jelentős, az M5 autópálya mentén lévő erődítményétől délre lévő terület elfoglalása volt. A kelet-idlibi területeken fekvő Tal Mardikh ellen orosz légitámadásokat indítottak. Ezen kívül célba vették a dél-idlibi Marshamarin falut, a kormányhoz hű seregek helikopterei pedig hordóbombákat szórtak Jarjnaz és al-Ghadfah felett, valamint Ma'arrat al-Nu'man is számos bombát kapott. December 20-21-én mindkét oldalon 80 ember halt meg, miközben légi támadás érte Ma'arrat al-Nu'man és Saraqib területét. Orosz jelentések szerint 17 szíriai katonát öltek meg.
Kormánypárti források szerint december 21-én az NFL rajtaütéses támadásában Latakiában több kormánypárti katonát megöltek, és több könnyű fegyvert bezsákmányoltak. Eközben a HTS magára vállalt egy öngyilkos robbantást, melyben Idlibtől délkeletre al-Furqa falunál 30 szíriai kormánypárti harcos halt meg.
December 22-re az 5. Gyalogság és a 25. Speciális Misszió Erők vezetésével a kormány seregei jelentősen előretörtek Idlib déli területein, megtámadták a felkelők több egységé és a jelentések szerint 48 óra alatt több mint 15 várost és falut elfoglaltak. A frontvonalból érkező riportok szerint a hadseregben a halottak száma elérte a 40-et, és több mint 50 katona megsebesült. A másik oldal azt állította, a felkelők között 70-80 ember halhatott meg. Az előretörés közben a szíriai hadsereg körbevette Sarman mellett a törökök megfigyelő állását. A kormánypárti források Basil Ali Khaddour ezredest, a 25. Speciális Misszió Erők hatodik zászlóaljának vezetőjét megölték. Ugyanakkor az ellenzéki média az osztag több tagjának haláláról tájékoztatott.
December 23-án a szíriai hadsereg tovább nyomult, és teljesen körbevette a Sarman melletti megfigyelő állást, valamint elfoglalta a Ma'arrat al-Nu'man környékén keleten elterülő Jarjnaz várost.
December 24-én az SOHR szerint a Hayat Tahrir al-Sham és más ellenzéki szervezetek egy délelőtti ellentámadást indítottak  Jarjnaz visszaszerzésére, miközben elfoglalták Tell Mannas, al-Barsah, Farwan, és al-Ghadfah falvakat útközben. Bevetettek egy autóbombát, és megtámadták Jarjnaz kormányközeli katonáit. December 24-re 30.000 ember hagyta el Ma'arrat al-Nu'man környékét, miközben az M5 autópályán a hírek szerint a támadások középpontjába a frontvonaltól északra menekülő civilek kerültek. A kormánypárti média hírei szerint a HTS kivonult Ma’arat Al-Nu’man területén illetve környékén felállított védelmi állásaiból, illetve a dél-idlibi környék több védelmi létesítményéből, az irányítás pedig átkerült A Hívők Felbuzdítása Műveleti Szobához tartozó Ansar al-Tawhid kezébe. A Szíriai Átmeneti Kormány helyettes védelmi minisztere azt mondta, hogy a HTS blokkolta a SNA által küldött erősítés útvonalát, melyek Aleppótól északra, többek között Afrinból indultak, és azt állította, hogy a HTS csak a Levantei Frontot, az Ahrar al-Sharqiya egységeit valamint a Keleti Hadsereg Oroszlánjait engedte be az SNA egységei közül Idlibbe. A HTS visszautasította az állításokat.
December 25-én a hírek szerint az orosz légierő légi bombázást indított az Ahrar al-Sham  egyik csapata ellen, mely Kafr Nabl városa mellett haladt el Dél-Idlibben. Azt nem lehet tudni, hogy a támadásban hány katona illetve szakaszparancsnok halt meg.
December 26-án lényegesen lelassult a szárazföldi előretörés, és mindkét fél a másik állásait lőtte Ma'arrat Al-Nu’man közelében, és mindkét oldalon számoltak be áldozatokról. A kormányerők elkezdték lőni a felkelők kezén lévő   Bernan, Farwan, Barissa és Halban városokat. Később mind a kormány, mind az ellenzék forrásai arról számoltak be, hogy a rossz időjárási viszonyok miatt felfüggesztették Idlibben a szárazföldi hadműveleteket. A szíriai hadsereg forrása szerint a csökkent látási viszonyok miatt le kellett szállnia a légierő egységeinek is. A hírek szerint az NFL ellentámadások gondolkodott, de a rossz időjárási viszonyok miatt ezt is lefújták. Ehelyett megerősítették az állásaikat.
Az offenzívát a világ vezetői elítélték, így az Amerikai Egyesült Államok elnöke, Donald Trump is, aki ezt twittelte ki: „Oroszország, Szíria és Irán több ezer ártatlan embert öltek meg vagy fognak megölni Idlib tartományban.” Eddigre már az ENSZ ügynökségei is a frontvonalban élő, felkelőket támogató családok is „tömegesen menekülnek” a frontvonal környékéről, „mögöttük pedig egy sornyi szellemváros maradt.”